# Mercedes-Benz CLK-класс
Mercedes-Benz CLK-класс (от нем. Coupe Leicht Kurz — «лёгкое, короткое купе») — серия легковых среднеразмерных автомобилей люкс класса в кузове купе и кабриолет, выпускавшихся немецкой компанией Mercedes-Benz на базе платформ W202 и W203 C-класса с 1996 по 2009 года. Представляет собой всего два поколения автомобилей: C208/A208, представленное в 1997 году, и C209/A209, дебютировавшее в 2002 году. В системе иерархии классов торговой марки Mercedes-Benz линейка транспортных средств CLK-класса позиционировалась между CL/SL и SLK-классами.
В 2009 году компания Mercedes-Benz прекратила использовать обозначение «CLK» и возвратилось к выпуску купе и кабриолетов E-класса, как это было ранее до создания серии CLK. В период между 1997 и 2008 годами было продано более 700 000 автомобилей.

## История

### Первое поколение (C208/A208, 1997—2002)
CLK-класс занял новую рыночную нишу для компании Mercedes-Benz. Первое поколение данной серии роскошных купе и кабриолетов было представлено в 1997 году, через 3 года после выпуска моделей Mercedes-Benz W202 C-класса. Несмотря на то, что при производстве W208 были использованы компоненты и решения для оформления экстерьера из E-класса (W210), да и позиционировалась линейка выше чем E-класс, тем не менее основой для первого поколения CLK стала менее дорогая платформа C-класса (W202). Первоначальный модельный ряд состоял из двух вариантов: четырёхцилиндровый атмосферный CLK 200 (136 л. с. / 100 кВт) и четырёхцилиндровый с наддувом CLK 230 Kompressor 193—197 л. с. (142—145 кВт). Система безопасности автомобиля включала в себя электронный контроль устойчивости, контроль тяги и систему ABS. Модели CLK серии оснащались автоматической коробкой передач (4-ступенчатой и 5-ступенчатой).
В 1997 году модифицированная версия автомобиля CLK-класса использовалась в качестве машины безопасности в Формуле-1.
Впоследствии модельный ряд расширился до CLK 200 (2-литровый двигатель с четырьмя цилиндрами, 136 л. с.), CLK 200 Kompressor (2-литровый двигатель L4, 163/192 л.с), CLK 230 Kompressor (2,3-литровый L4, 193/197 л. с.), CLK 320 (3,2-литровый двигатель V6, 218 л. с.), CLK 430 (4,2-литровый двигатель V8, 279 л. с.), а также высокопроизводительная версия от Mercedes-AMG —CLK 55 AMG (5,4-литровый двигатель V8, 347 л. с.).
На рынке США была доступна модель CLK430 с пакетом Sport Package, который придавал облику автомобиля более агрессивный вид более мощного CLK55 AMG.
|  |  |  |  |

Производство первого поколения CLK-класса было завершено в 2002 году.

#### CLK55 AMG
Высокопроизводительная модификация CLK 55 AMG появилась в Европе в 2000 году. Автомобиль оснастили 5,4 литровым V8 двигателем M113 мощностью в 372 л. с. (274 кВт). Версия в кузове кабриолет была представлена в 2002 году.

#### CLK GTR
Для участия в чемпионате FIA GT 1997 года компания Mercedes-Benz совместно с подразделением Mercedes-AMG разработали Mercedes-Benz CLK GTR. Автомобиль представляет собой эксклюзивную модель, оснащённую бензиновым двигателем объёмом 6,9 л. с максимальной мощностью свыше 620 л. с., способную конкурировать в гонке «24 часа Ле-Мана». Дорожная версия этого автомобиля была выпущена ограниченным тиражом всего 26 экземпляров (20 купе и 6 родстеров).

### Второе поколение (W209/C209/A209, 2002—2009)
Второе поколение CLK-класса (неофициально упоминается как W209, несмотря на то, что символ «W» используется только для обозначения седанов компании) было представлено в 2002 году. Как и в случае с предшественником автомобиль выпускался в кузовах купе (C209) и кабриолет (A209'). Новая модель увеличилась в габаритах на 61 мм (2,4 дюйма) в длину, 18 мм (0,7 дюйма) в ширину и 28 мм (1,1 дюйма) в высоту. Уже на момент дебюта автомобиля модельный ряд двигателей включал 3,2-литровую, 5,0-литровую и 5,5-литровую версии. Кроме того, впервые для этого класса были представлены дизельные силовые агрегаты с системой Common Rail.
Для европейского рынка автомобиль предлагался в двух вариантах исполнения: роскошный Elegance или спортивный Avantgarde. Первый придавал автомобилю элегантный внешний вид, а также облицовку из орехового дерева и полированные легкосплавные колёсные диски. Вторая линия придавала модели более спортивный вид, в отделке салона доминировали алюминиевые вставки, колёсные арки украшали более спортивные колеса. В США автомобиль поставлялся с полностью кожаным салоном и отделкой из орехового дерева в качестве базовой комплектации. Кроме того, на заказ был доступен спорт-пакет для линии Avantgarde, который обновлял интерьер автомобиля и использовал 18-дюймовые колёсные диски.
В 2002 году был представлен автомобиль Mercedes-Benz CLK 55 AMG, который оснащался 5,5-литровым двигателем в конфигурации V8, работающим в паре с 5-ступенчатой автоматической коробкой передач 5G-Tronic, позаимствованной у S-класса. Мощность силового агрегата составляла 367 л. с. (274 кВт), крутящий момент равнялся 510 Н·м. Автомобиль сконструирован на стандартном для всего CLK-класса шасси с некоторыми модификациями от подразделения Mercedes-AMG (иные пружины, клапана и втулки).
В марте 2003 года на весеннем салоне в Женеве дебютировала модификация в кузове кабриолет (A209). В это же время высокопроизводительная версия CLK 55 AMG использовалась в качестве автомобиля безопасности Формулы-1.
Автомобиль 2004 года стал последним в истории марки Mercedes-Benz, на котором была установлена мультимедийная система, коммутируемая при помощи оптического кабеля D2B (от англ. Digital Data Bus), представленного около 10 лет назад. В этом же году была представлена гоночная модификация CLK DTM AMG. Купе лишилось почти всей отделки салона — можно было даже заказать спортивные ковши с фиксированной спинкой. Кузовные панели заменили на более лёгкие и широкие, чтобы прикрыть выпирающие колёса — колею увеличили на 66 миллиметров спереди и на 75 миллиметров сзади.

#### Рестайлинг (2006—2009)
В 2005 году автомобиль претерпел рестайлинг. Обновлённая модель была представлена широкой публике ещё в 2005 году на Женевском автосалоне. В продажу автомобиль поступил через год. Новая модификация помимо небольших изменений во внешности обзавелась системой мультимедиа, работающей при помощи технологии MOST (англ. Media Oriented Serial Transport), а также доступными на заказ DVD-навигацией и интеграцией с устройствами iPod. Модельный ряд двигателей пополнился усовершенствованным 3,5-литровым V6 двигателем. Модель CLK320 была заменена на CLK 350. На рулевое колесо модели CLK 500 установили подрулевые переключателями от AMG модификации, а также заменили коробку передач на новую — 7G-Tronic.
В 2006 году на замену CLK 55 AMG был представлен автомобиль Mercedes-Benz CLK 63 AMG. Он оснащался 6.2-литровым двигателем конфигурации V8, работающим в паре с 7-ступенчатой автоматической коробкой передач. Мощность CLK 63 составляла 481 л. с. (354 кВт, +31 % к производительность в сравнении с предшественником), крутящий момент равнялся 630 Н·м (+23 % в сравнении с предшественником). Автомобиль выпускался как в кузове купе, так и кабриолет.
В сезоне Формулы-1 2006 и 2007 года высокопроизводительная версия CLK 63 AMG использовалась в качестве автомобиля безопасности.
В 2007 году модель CLK 500 стала именоваться CLK 550, а высокопроизводительную версию CLK 55 AMG заменили на CLK 63 AMG.
|  |  |  |  |

Производство второго поколения CLK-класса было завершено в 2009 году.

#### CLK63 AMGBlack Series
Особая серия высокопроизводительной модификации автомобиля под названием CLK63 AMG Black Series была представлена в 2007 году и выпускалась вплоть до остановки производства в 2009 году. Изменения включают в себя модернизированную заднюю ось, полностью регулируемую систему подвески и удаление заднего ряда сидений. На автомобиле установлен 6,2-литровый V8 AMG двигатель мощностью в 507 л. с. Скорость разгона модели с 0 до 100 км/ч составляла всего 4,0 секунды, что на 0,3 секунды меньше, чем обычный CLK 63 AMG.

#### CLK DTM AMG

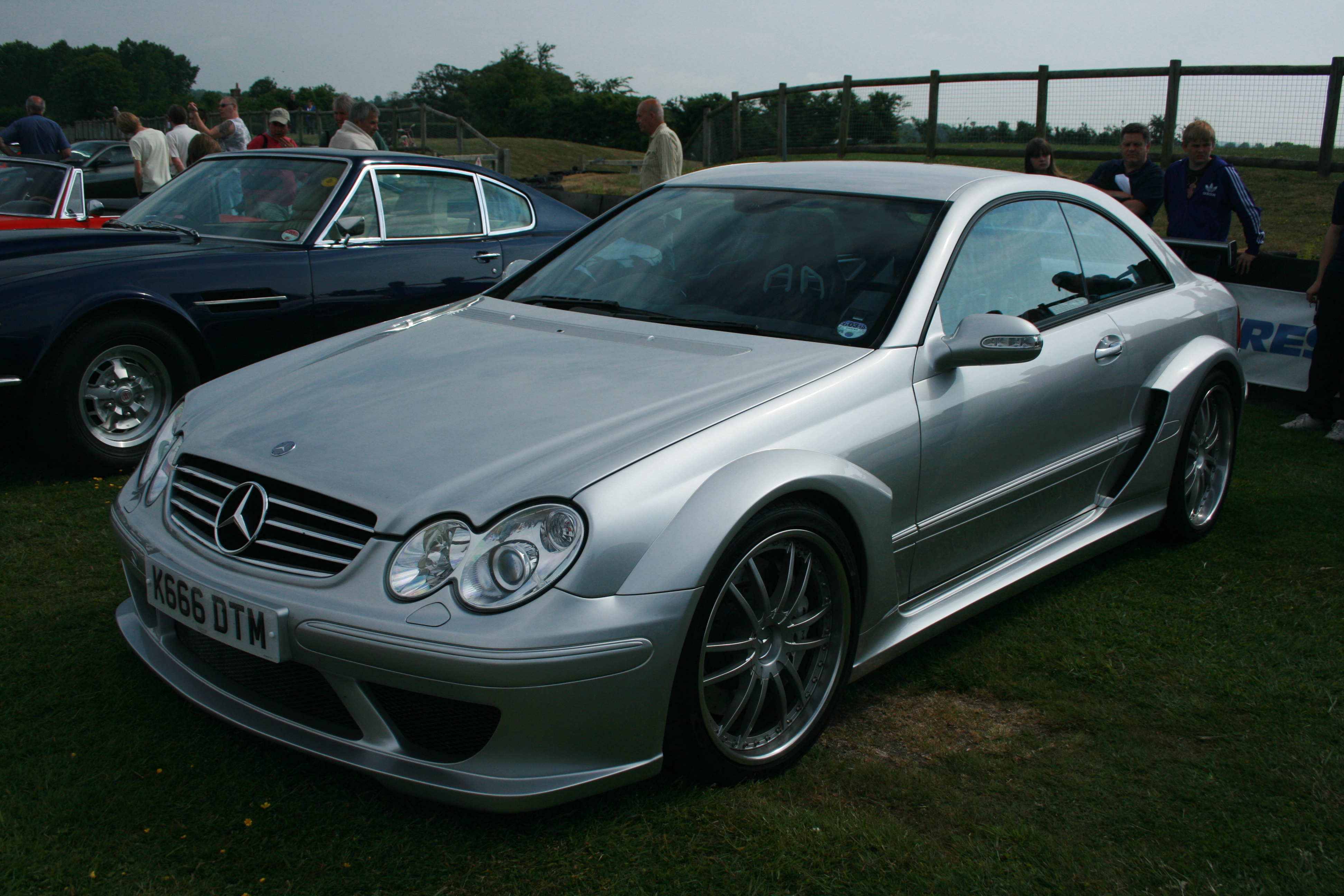
Mercedes-Benz CLK DTM

В 2004 году была представлена модификация автомобиля для участия в гонках Deutsche Tourenwagen Masters — Mercedes-Benz CLK DTM AMG. Спорткар от компании Mercedes-Benz на базе модели C209 CLK-класса одержал победу в 9 из 10 гонок в сезоне DTM 2003 года. Считался самым быстрым 4-хместный кабриолетом на момент выпуска.
100 моделей в кузове купе и 100 кабриолетов было выпущено на продажу в Европе с использованием двигателя AMG V8 5.4 литра с нагнетателем, выдававшего мощность в 428 кВт (582 л. с.) и 800 Н·м. Передняя и задняя колея расширились на 74 и 110 мм соответственно. Специальные шины и модификация подвески позволили автомобилю получить 13 м/с2 бокового ускорения. Разгон до 100 км/ч составлял 3.9 секунды, максимальная скорость была ограничена электроникой до 320 км/ч (200 миль/ч).
CLK DTM AMG в кузове кабриолет выпускался до 2006 года. Ограничение по скорости у него было понижено до 300 км/ч.

### Преемник (C207/A207, 2010-)
Серия купе CLK-класса прекратила своё существование в 2009 году. Тогда же компания Mercedes-Benz представила на Женевском автосалоне новое двухдверное купе Е-класса в рамках восьмого поколения линейки автомобилей бизнес-класса. С точки зрения маркетинга компания планировала использовать более известный и уважаемый шильдик E-класса. В отличие от серии CLK, новые купе собираются на базе седана Mercedes-Benz W212 и наследуют от него около 60 % конструкции. Производство нового класса было налажено в Бремене, Германия.